# سیارک ۳۰۷۰۵
سیارک ۳۰۷۰۵ (به انگلیسی: 30705 Idaios، نامگذاری:3365T-3) سی هزار و هفتصد و پنجمین سیارک کشف شده‌است که در ۱۶ اکتبر ۱۹۷۷ کشف شد.